# Augochloropsis patens
Augochloropsis patens är en biart som först beskrevs av Joseph Vachal 1903.  Augochloropsis patens ingår i släktet Augochloropsis och familjen vägbin. Inga underarter finns listade.